# Марк Суиллий Неруллин (консул 50 года)
Марк Суи́ллий Нерулли́н (лат. Marcus Suillius Nerullinus; умер после 69 года) — государственный и политический деятель эпохи ранней Римской империи, ординарный консул 50 года.

## Биография
Марк происходил из всаднического рода Суиллиев. Его отцом являлся консул-суффект Публий Суиллий Руф, занимавший консульскую должность между 41 и 47 годом, а матерью — падчерица Овидия по имени Перилла. Кроме того, сторонник Валерии Мессалины, Суиллий Цезонин (ум. после 48), был его братом. 
В 50 году Неруллин занимал должность ординарного консула вместе с Гаем Антистием Ветом. Позднее, в 58 году, после осуждения Публия Суиллия Руфа, Неруллин также был привлечён к суду из-за ненависти к отцу по обвинению в вымогательствах. Однако император Нерон воспротивился этому, и Марк был оправдан. В 69/70 году император Гальба назначил Неруллина на должность проконсула провинции Азия. В том же году он поддержал Веспасиана в борьбе за власть. Впрочем, о его дальнейшей судьбе нет никаких сведений.

## Потомки
Наместник Азии при Антонинах Марк Суиллий Неруллин, по-видимому, мог приходиться сыном ординарному консулу 50 года.